# Frantic (chanson)
Cet article concerne la chanson de Metallica. Pour le film de Roman Polanski, voir Frantic.
Singles de Metallica
St. Anger
(2003) "The Unnamed Feeling"
(2004)
Frantic est la piste d'ouverture et le second single de l'album de 2003 St. Anger, du groupe de thrash metal Metallica. Cette chanson, comme beaucoup d'autres sur St. Anger, a pour sujet la lutte passée du groupe avec leurs addictions, particulièrement les problèmes d'alcool du chanteur James Hetfield, pour lesquels il a passé plusieurs mois en cure de désintoxication. Les paroles s'appuient également sur des zen axiomes, plus particulièrement le concept bouddhiste de dukkha relevé par Kirk Hammett : « La naissance est de la douleur. La vie est la douleur. La mort est la douleur. » C'est ce même Hammett qui chante cette partie dans la chanson.  Durant le concert de 2003 à Orlando, James Hetfield a dit sur Frantic : « Cette chanson parle de la vie. » Ce live est disponible en téléchargement gratuit sur livemetallica.com.
Dans le DVD Some Kind of Monster, Lars révèle qu'il voulait que le nom de l'album St. Anger soit Frantic.

## Liste des pistes (single 1)
1. Frantic (Hetfield/Ulrich/Hammet/Rock)
2. No Remorse (Live From Download Festival, UK 2003)
3. Welcome Home (Sanitarium) (Live From Download Festival, UK 2003)

## Liste des pistes (single 2)
1. Frantic (Hetfield/Ulrich/Hammet/Rock)
2. Blackened (Live From Download Festival, UK 2003)
3. Harvester Of Sorrow (Live From Download Festival, UK 2003)
4. Frantic (CDRom video)

## Liste des pistes (édition française numérotée)
1. Frantic (Hetfield/Ulrich/Hammet/Rock)
2. Blackened (Live) Le Trabendo
3. Harvester Of Sorrow (Live) La Boule Noire
4. Welcome Home (Sanitarium) (Live) La Boule Noire

## Liste des pistes (Benelux Edition)
1. Frantic (Hetfield/Ulrich/Hammet/Rock)
2. Harvester of Sorrow (Live At Fields Of Rock Festival)
3. Welcome Home (Sanitarium) (Live At Rock Werchter Festival)
4. No Remorse (Live At Rock Werchter Festival)